# Đội tuyển bóng rổ U-17 quốc gia Dominica
Đội tuyển bóng rổ U-16 và U-17 quốc gia Dominica là đội bóng rổ quốc gia của Dominica, quản lý bởi Hiệp hội Bóng rổ Nghiệp dư Dominica.
Đội đại diện quốc gia ở các giải bóng rổ quốc tế U-16 và U-17.
Đội từng xuất hiện tại Giải vô địch U-16 CBC 2016.